# Monoctenia calladelpha
Monoctenia calladelpha är en fjärilsart som beskrevs av Oswald Beltram Lower 1892. Monoctenia calladelpha ingår i släktet Monoctenia och familjen mätare. Inga underarter finns listade i Catalogue of Life.